# 長頜鰕虎
長頜鰕虎（学名：Chasmichthys dolichognathus）为鰕虎科大口鰕虎魚屬下的一个种。